# 알렉시 카렐

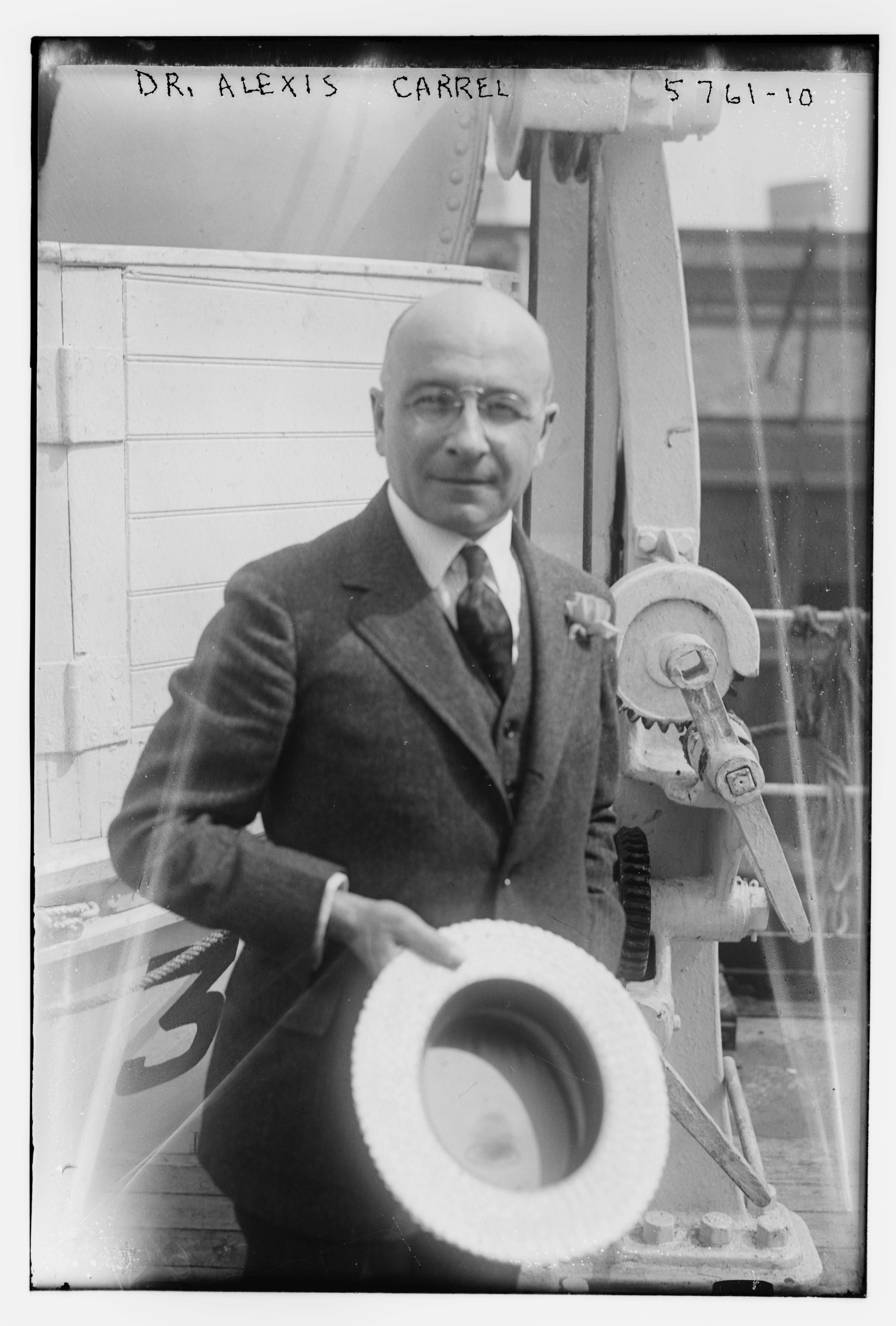
알렉시 카렐

알렉시 카렐(Alexis Carrel, 1873년 6월 28일 - 1944년 11월 5일)은 프랑스 생트푸아레리옹에서 태어난 외과 의사, 생물학자이다. 혈관 봉합술과 장기이식에 대한 연구로 1912년 노벨 생리학·의학상을 수상하였다. 카렐은 프랑스의 리옹 대학교를 졸업 후, 미국의 시카고 대학교와 록펠러 의학연구소에서 연구를 했다. 그는 장기이식술과 흉부술의 선구자로, 혈관 봉합에 대한 새로운 수술법을 개발했다. 비시 프랑스 정부에서 우생학 정책을 시행하는 데 주도적인 역할을 하기도 했다.

## 같이 보기
- 헬라 세포